# Фокин, Александр Юрьевич
Алекса́ндр Ю́рьевич Фо́кин (3 марта 1960, Клайпеда, Литовская ССР — 18 марта 2001) — советский и литовский футболист, выступавший на позиции полузащитника.

## Карьера
Начинал взрослую карьеру в «Атлантасе» из Клайпеды.
В 1977 году перешёл в московское «Динамо». Единственный матч в Высшей лиге сыграл 3 июня 1978 года против «Кайрата», выйдя на замену на 82-й минуте вместо Михаила Гершковича. Также в 1977—1979 годах сыграл 44 матча (1 гол) за дубль бело-голубых.
В 1979—1980 играл в махачкалинском «Динамо». В 1981 году на старте сезона сыграл несколько матчей за костромской «Спартак» в Кубке СССР, но перед началом чемпионата покинул команду. В 1981—1988 играл в «Атлантасе», в составе которого за 7 сезонов провёл более 180 матчей.
В 1990, после выхода литовских команд из чемпионата СССР по футболу, стал играть в другом клубе из Клайпеды — «Гранитас», затем выступал за «Сириюс» и «ЯР Клайпеда». В 1995 году завершил спортивную карьеру.
Во второй половине 1990-х годов работал арбитром на матчах чемпионата Литвы.